# Đại bàng cá châu Phi

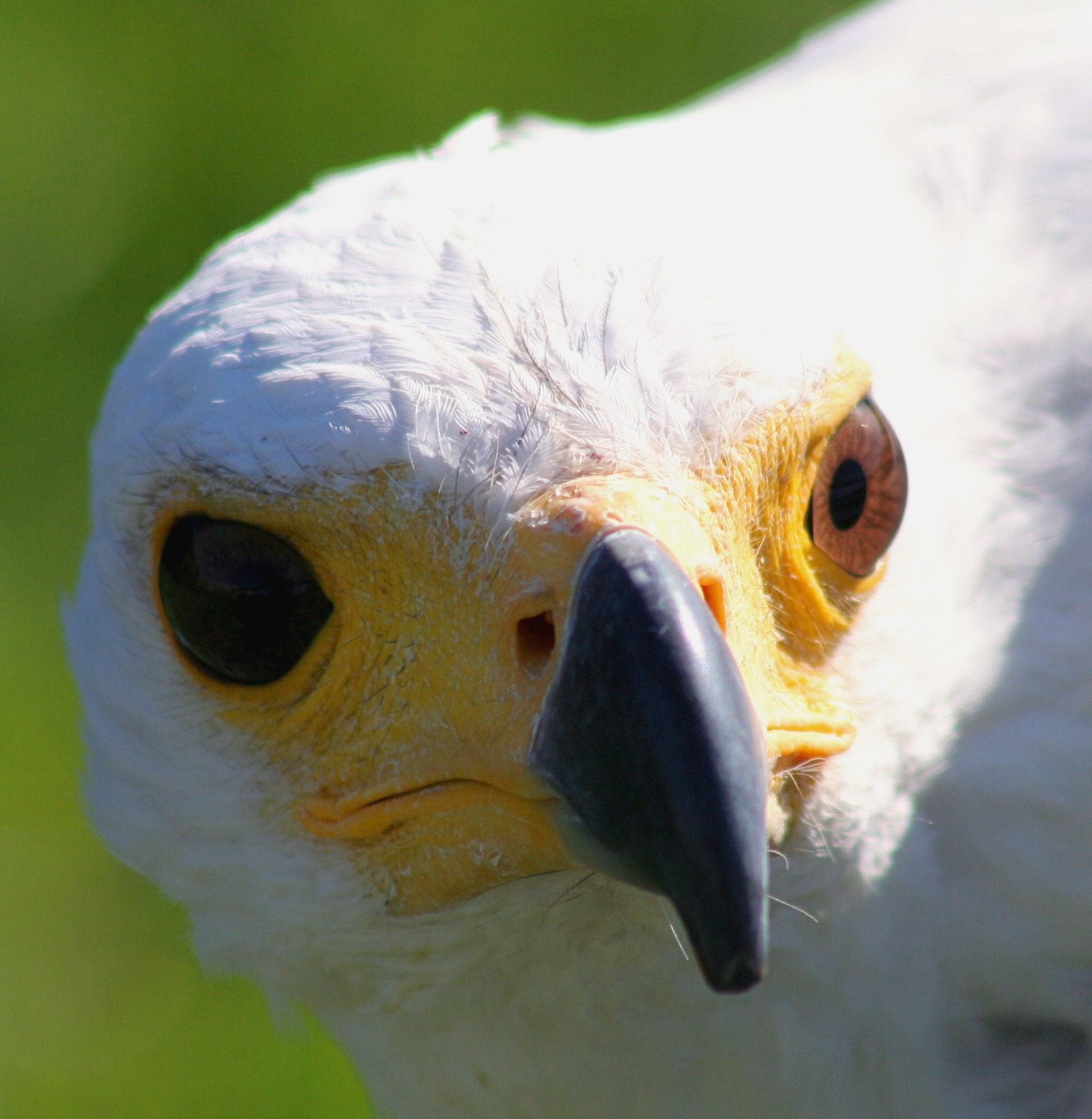
Đầu đại bàng với mỏ cong màu vàng và lông trắng ở đầu.

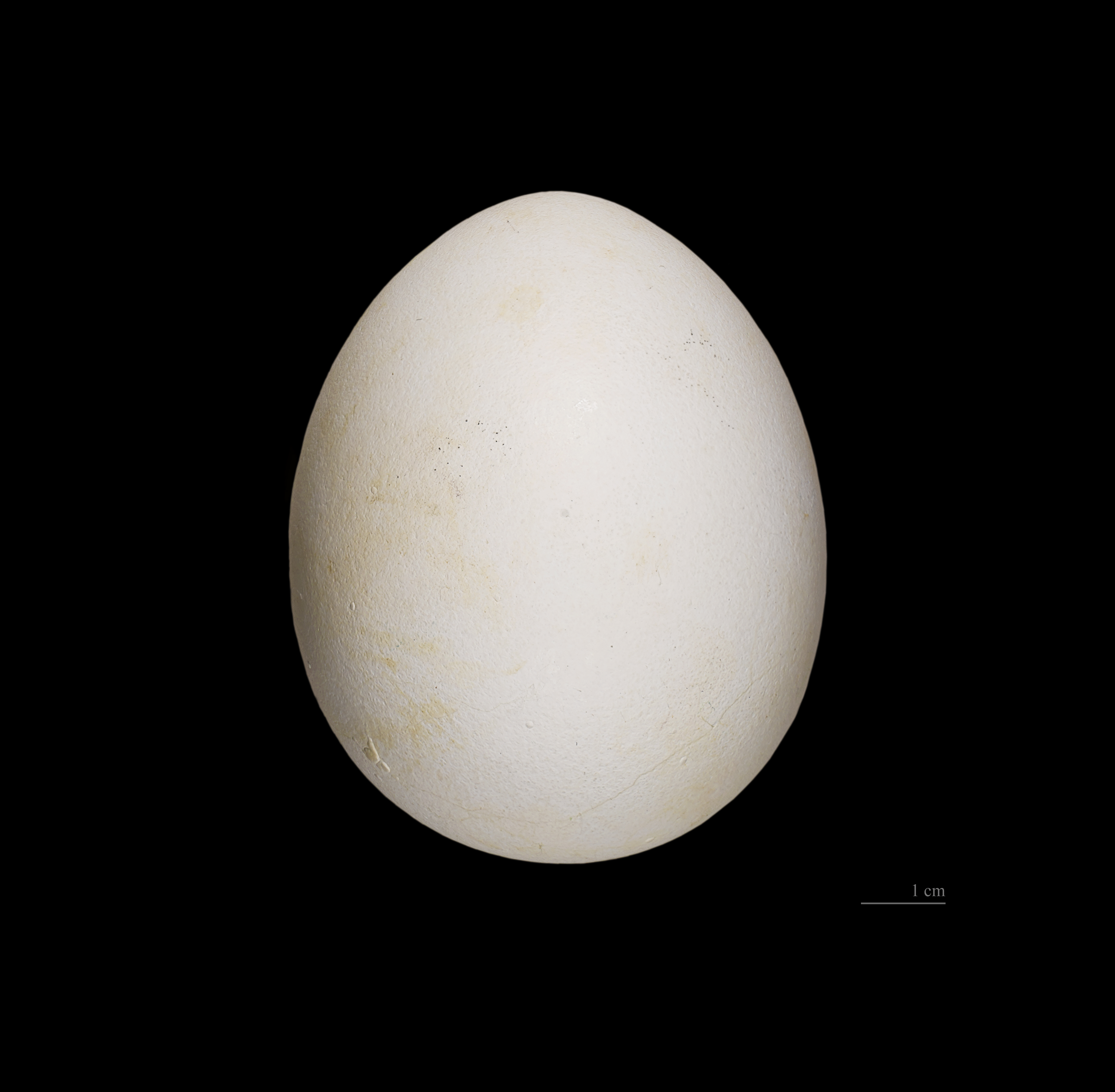
Trứng non của đại bàng cá châu Phi.

Đại bàng cá châu Phi (danh pháp khoa học: Haliaeetus vocifer) là một loài chim thuộc họ Ưng. Loài này sinh sống ở châu Phi cận Sahara nơi có các vùng nước lớn có nhiều cá cũng là nguồn thức ăn của chúng. Loài có bề ngoài giống đại bàng đầu trắng nhưng do khác môi trường sinh sống nên có những điểm khác nhau so với họ hàng của chúng ở Bắc Mỹ.

## Mô tả
Đại bàng cá châu Phi là một loài chim lớn. Con mái nặng từ 3,2 đến 3,6 kg (khoảng 7 đến 8 lbs), lớn hơn so với con trống với trọng lượng từ 2 đến 2,5 kg (khoảng 4,4 đến 5,5 lbs). Đây là điển hình của tính lưỡng hình giới tính ở các loài chim săn mồi. Con trống thường có sải cánh dài khoảng 2 m, trong khi con mái có sải cánh 2,4 m (8 feet). Chiều dài cơ thể là 63–75 cm (25–30 in). Con trưởng thành rất khác biệt về bề ngoài với cơ thể chủ yếu là màu nâu với đôi cánh đen lớn và mạnh mẽ. Đầu, ngực, và đuôi của đại bàng cá châu Phi màu tuyết trắng, với ngoại lệ của khuôn mặt không có lông màu vàng. Đôi mắt màu nâu sẫm. Mỏ chim hình móc, lý tưởng cho một lối sống ăn thịt, màu vàng với một đầu đen. Bộ lông của con chim non có màu nâu, mắt nhạt hơn so với chim trưởng thành. Bàn chân có đế thô có móng vuốt mạnh mẽ để cho phép con đại bàng để giữ con mồi là các loại cá có da trơn. Trong khi loài này chủ yếu ăn cá, nó là loài cơ hội và có thể mất một đa dạng hơn của con mồi như các loài chim nước. Tiếng kêu đặc trưng của loài đối với nhiều người, gợi nhiều liên tưởng đến tinh thần và bản chất của châu Phi.

## Phân bố và nơi sinh sống
Đại bàng cá châu Phi là loài khá phổ biến gần các hồ nước ngọt, các hồ chứa, và các dòng sông, mặc dù đôi khi chúng có thể được tìm thấy gần bờ biển ở cửa sông, đầm phá. Như tên gọi của nó, đại bàng cá châu Phi bản địa châu Phi cận Sahara, khác nhau, trên hầu hết các lục địa châu Phi phía nam sa mạc Sahara. Một vài ví dụ nơi mà chúng có thể được thường trú bao gồm các sông Orange ở Nam Phi và Namibia, đồng bằng sông Okavango ở Botswana, và hồ Malawi giáp giới quốc gia cùng tên của nó Malawi, Tanzania và Mozambique. Đại bàng cá châu Phi được cho là hiện diện với số lượng lớn xung quanh các địa điểm của hồ Victoria, các hồ lớn khác ở Trung Phi, đặc biệt là các hồ Rift Valley. Loài này không sinh sống ở các khu vực khô cằn và diện tích mặt nước nhỏ.

## Hình ảnh

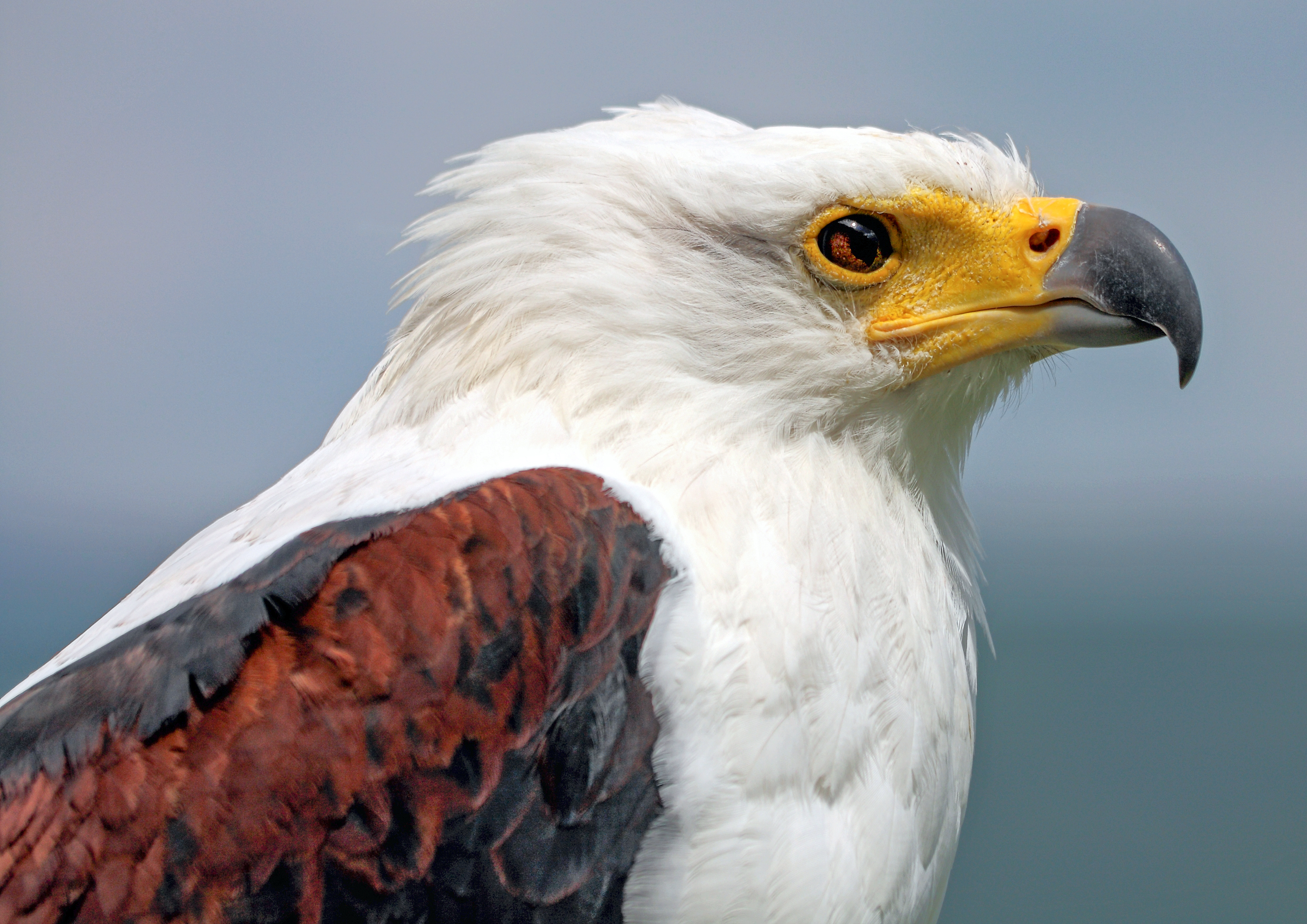
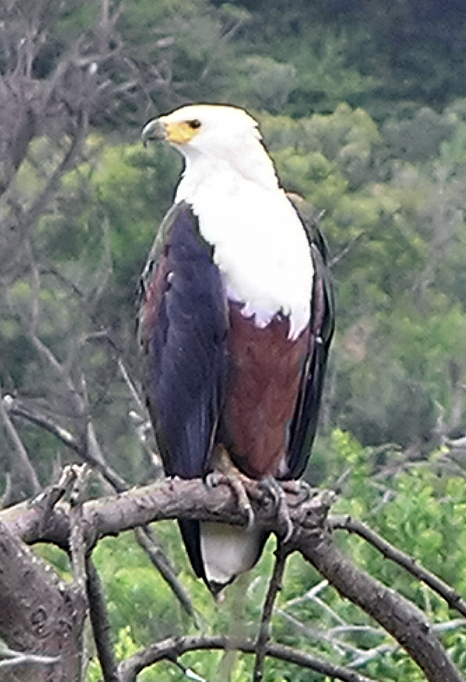
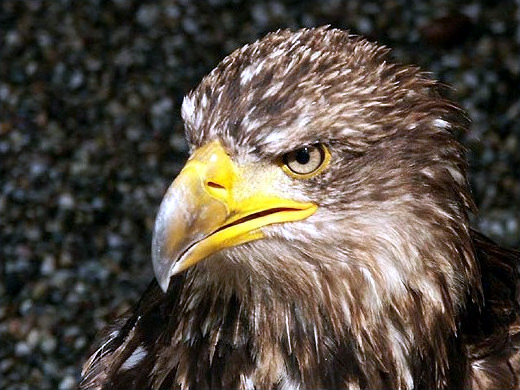
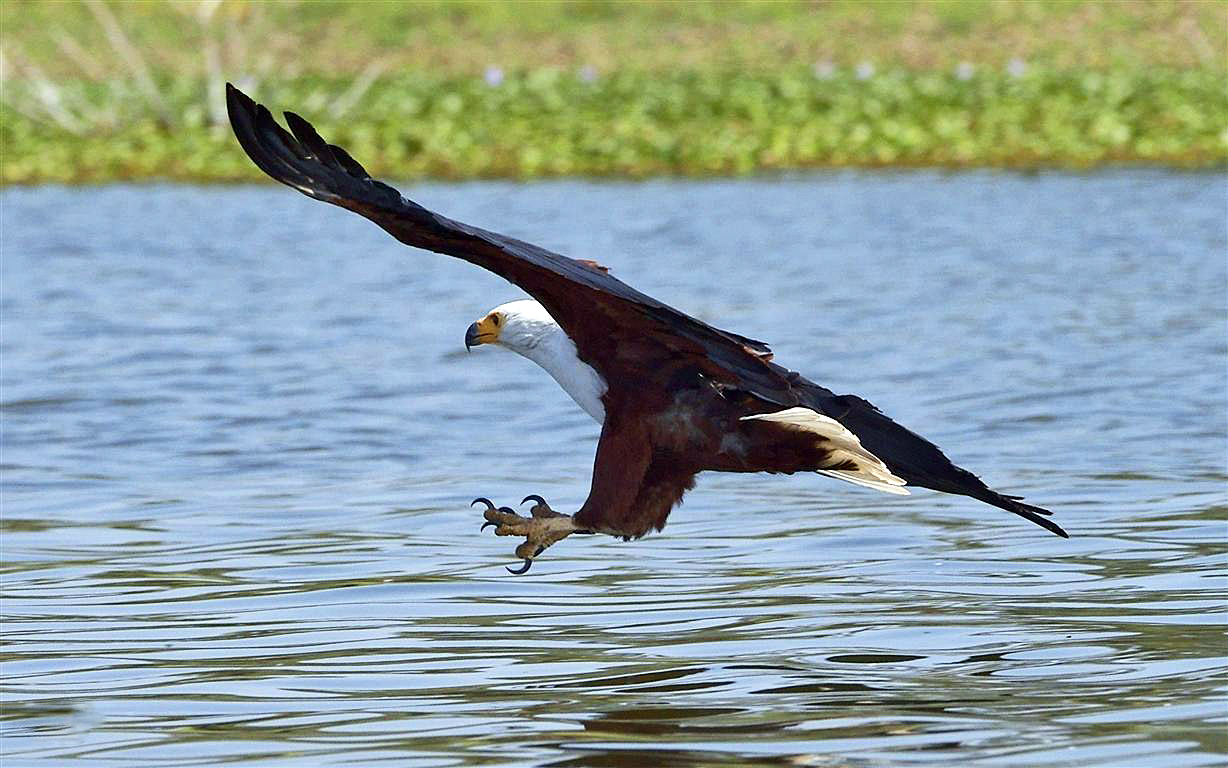
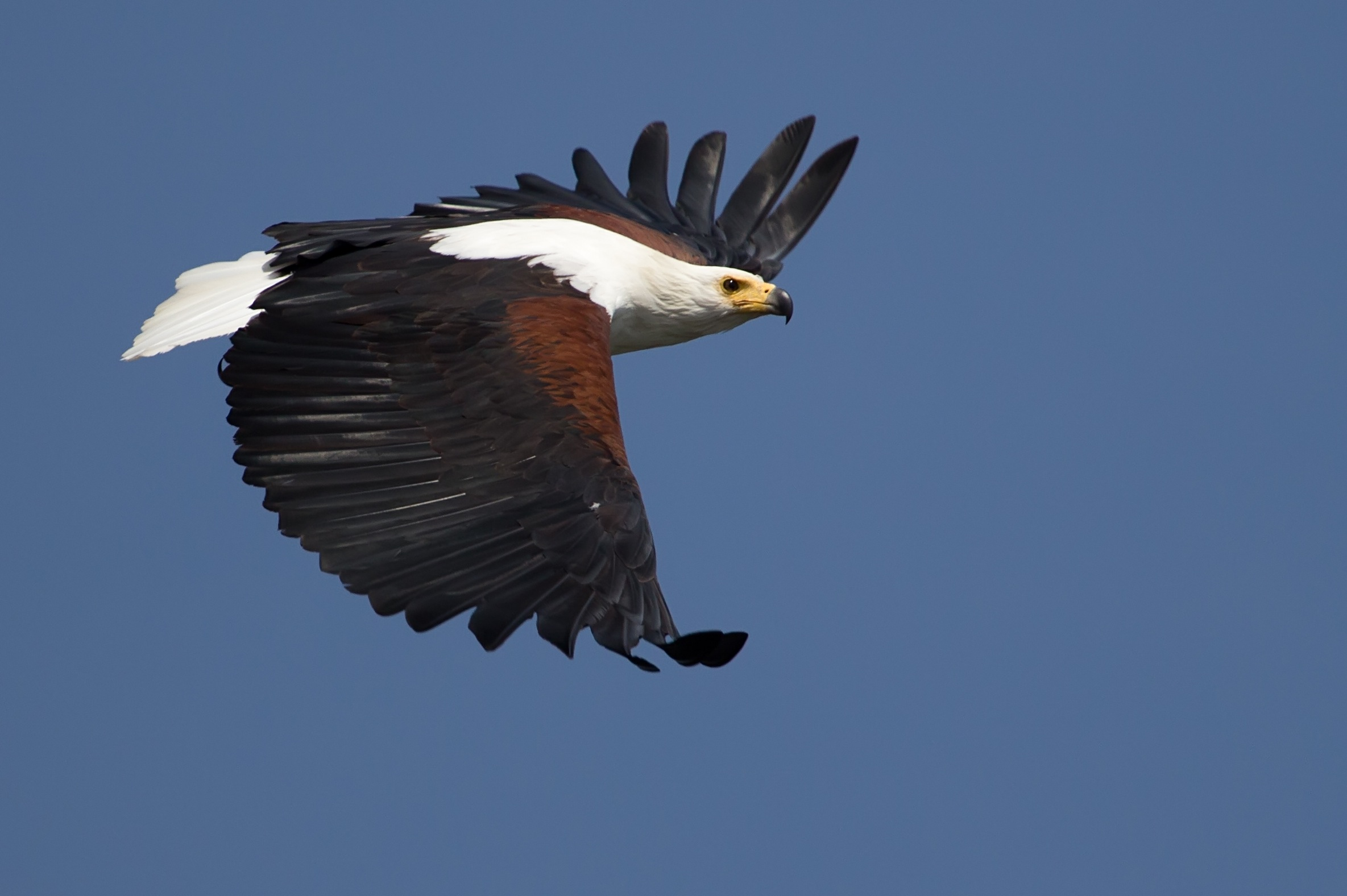

## Sinh sản
Mùa sinh sản của loài Đại bàng ăn cá châu Phi là vào mùa khô, khi mực nước xuống thấp. Mỗi một cá thể đực giao phối và sống chung với một cá thể cái. Chúng làm tổ rất trên những cái cây và thay đổi tổ hai hay nhiều lần. Con cái đẻ 1 - 3 trứng, trứng có màu trắng chấm đỏ. Việc ấp trứng chủ yếu là của con cái, nhưng khi con cái đi săn mồi, con đực sẽ làm nhiệm vụ ấp trứng thay cho con cái. Thời gian ấp trứng kéo dài từ 42 - 45 ngày, sau đó con non sẽ nở. Con non sống phụ thuộc vào bố mẹ chúng từ 70 - 75 ngày, và sau đó chúng tự có khả năng bắt mồi.

## Thức ăn
Thức ăn chủ yếu của chúng là cá, ngoài ra là một số loài chim mặt nước, thằn lằn, thâm chí là ếch. Tiếng kêu của loài này khá đặc biệt so với các loài đại bàng khác, người ta có thể dễ dàng nhận biết được loài này thông qua tiếng kêu của chúng.

## Số lượng
Loài này được IUCN xếp vào nhóm ít quan tâm. Đại bàng cá châu Phi là một trong những loài đại bàng có số cá thể nhiều nhất với khoảng 300.000 con  phân bố trải rộng ở khu vực châu Phi có diện tích 18,3 triệu km².

## Phân loại
Đại bàng ăn cá châu Phi thuộc chi Haliaeetus (đại bàng biển), có những đặc điểm của một loài đại bàng ăn cá như vuốt, mỏ, đôi mắt.

## Trong văn hóa
Đại bàng cá châu Phi được chọn là quốc điểu của hai quốc gia Zimbabwe và Zambia. Ngoài ra, loài này còn là biểu tượng trên Huy hiệu của Namibia và Huy hiệu của Zambia và Huy hiệu của Nam Sudan.